# Polaveno
Polàveno (Polàen in dialetto bresciano) è un comune italiano di 2 511 abitanti della provincia di Brescia in Lombardia. È un centro artigianale in un'area di valico tra la Val Trompia e il Lago d'Iseo.

## Geografia fisica

### Territorio
Il territorio comunale è costituito da un altopiano alquanto ondulato che si può raggiungere dalla Val Trompia e da Iseo con la strada provinciale 48 o da Gussago con la provinciale 10, è infine possibile raggiungere Polaveno da Ome attraverso la strada che prende il nome di Salita a San Giovanni di Polaveno. Il capoluogo, Polaveno, è posizionato nella parte più eminente dell'altopiano, mentre le frazioni di Gombio e San Giovanni si collocano in due vallate minori attigue a quella principale che costituisce la Val Trompia, solcate da due torrenti, denominati rispettivamente Fosso di San Giovanni e Gombiera, quest'ultimo affluente del Mella.
Al Passo dei Tre Termini è posto il confine con Iseo.
Il territorio comunale va da un'altitudine minima di 360 m s.l.m. nella frazione di Gombio ad una massima di 1011 m s.l.m.
La vegetazione dei boschi che circondano l'abitato è quella tipica della zona prealpina con abbondanza di castagni, querce, faggi e betulle.

### Clima
Il clima a Polaveno è caldo e temperato, con piovosità significativa durante tutto l'anno.
La temperatura media annuale è di 10,6 °C, essendo luglio il mese con temperature più alte (24,6 °C) e gennaio il mese con temperature più basse (-2,9 °C).
La piovosità media annuale è di 1370 mm. In particolare le piogge sono più scarse nel mese di gennaio (59 mm) e più abbondanti nel mese di giugno (145 mm).
| [ 7 ]               | Mesi | Mesi | Mesi | Mesi | Mesi | Mesi | Mesi | Mesi | Mesi | Mesi | Mesi | Mesi | Stagioni | Stagioni | Stagioni | Stagioni | Anno  |
| [ 7 ]               | Gen  | Feb  | Mar  | Apr  | Mag  | Giu  | Lug  | Ago  | Set  | Ott  | Nov  | Dic  | Inv      | Pri      | Est      | Aut      | Anno  |
| ------------------- | ---- | ---- | ---- | ---- | ---- | ---- | ---- | ---- | ---- | ---- | ---- | ---- | -------- | -------- | -------- | -------- | ----- |
| T. max. media (°C)  | 5,2  | 6,4  | 10,7 | 14,5 | 18,5 | 22,8 | 24,6 | 24,3 | 19,8 | 15,2 | 9,9  | 6,1  | 5,9      | 14,6     | 23,9     | 15,0     | 14,8  |
| T. min. media (°C)  | −2,9 | −2,5 | 0,3  | 3,8  | 8,2  | 12,8 | 15,2 | 15,3 | 11,7 | 7,9  | 2,9  | −1,5 | −2,3     | 4,1      | 14,4     | 7,5      | 5,9   |
| Precipitazioni (mm) | 59   | 65   | 83   | 125  | 142  | 145  | 133  | 128  | 135  | 138  | 141  | 76   | 200      | 350      | 406      | 414      | 1 370 |

## Origini del nome
L'etimologia del nome Polaveno è ancora incerta, ma la più diffusa tradizione fa derivare il nome dal latino advenae Polae che significa "venuti da Pola", ipotesi che si rifà alla tradizione secondo la quale il paese sarebbe stato fondato da un gruppo di emigrati istriani che si fermarono nella zona per coltivare il terreno e allevare bestiame.
Al nome di Polaveno si può anche attribuire un'altra origine, cioè quella di polis advenae ("venuti dalla città"), che in questo caso sarebbe Brescia.
Secondo altre opinioni, il nome potrebbe essere derivato dall'unione dei termini pullus ("terreno") e labes ("frana"),traducibile con "terreno franoso/paludoso", come è parte del territorio di Polaveno, oppure rifarsi a Pola_Poi, da intendersi come "piccola sorgente" o "luogo dove si beve".
L'etimologia del nome della frazione Gombio pare invece chiara. Il nome deriva con molta probabilità dal fatto che la valle è a forma di gomito e quindi il termine deriverebbe dal dialettale gombèt ("gomito").

## Storia
In passato, Polaveno fu una giurisdizione autonoma, feudo dei conti Avogadro di Zanano che lo ebbero nel 1409 in regalo da Pandolfo III Malatesta. Con l'arrivo del governo della repubblica Veneta, dopo quello del Malatesta, gli Avogadro ottennero di scambiare questo feudo con quello, più ricco, di Lumezzane, così Polaveno tornò ad essere autonomo ed indipendente, cominciando ad appartenere alla quadra di Gussago.
Il 23 febbraio 1676, in seguito ad una serie di morti per un male non meglio identificato, a Polaveno l'intera comunità decide di solennizzare con una festa la memoria del santo domenicano Pietro Martire se questo farà cessare l'epidemia.
Il 7 aprile 1797 passa per Polaveno una colonna miliare francese diretta verso Zanano.
Nel biennio 1813-1815 Polaveno registra una serie di malattie dovute a stenti, fame e fatiche.
Nel 1859 Giuseppe Garibaldi passa per Polaveno, chiedendo al sindaco qualcosa da mangiare per i suoi volontari e carri per il trasporto dei viveri. Nel frattempo l'eroe è ospitato in una delle case della frazione Parrocchia.
Tra il 1904 ed il 1910 emigrano da Polaveno per andare a lavorare in Svizzera 576 persone, portando a casa importanti somme di denaro. A proposito di questo il curato di Polaveno don Stefano Arici scrisse "se tutti i paesi che emigrano fossero come Polaveno in dieci anni la Svizzera sarebbe svaligiata."
Nel 1911 un nuovo concerto di cinque campane viene acquistato per il campanile di S.Giovanni di Polaveno.

### Simboli
Lo stemma è stato concesso con regio decreto del 1º maggio 1941.
Il gonfalone è un drappo di azzurro.

## Monumenti e luoghi d'interesse

### Architetture religiose

#### Chiesa di San Nicola Vescovo in Polaveno
La chiesa parrocchiale, a singola navata, risale al XV secolo e sebbene le bellezze dell'architettura lombarda quattrocentesca siano state deturpate da altari barocchi e da successivi restauri compiuti nel 1639, esse ancora spiccano chiaramente nella cordonatura della volta. Sulla parete a destra sono stati scoperti alcuni affreschi votivi del Quattrocento e del Cinquecento, rappresentanti la Madonna, san Biagio Vescovo e san Pancrazio.
Perimetralmente alla chiesa ci sono varie epigrafi del XVIII secolo, in ricordo dei parroci qui sepolti.

#### Chiesa di San Giovanni Battista in San Giovanni
La realizzazione della parte più antica dell'edificio risale al XVI secolo, con una collocazione in senso trasversale all'attuale. Nel corso dei secoli, la chiesa ha subito innumerevoli interventi ed ampliamenti, a partire dalla costruzione dell'attuale battistero, avvenuta nel 1881 e quella della torre campanaria, aggiunta alla struttura iniziale soltanto nel 1911, anno in cui si provvedette anche al restauro dell'organo preesistente.
Oggi si presenta come una struttura ad unica navata, con volta a botte, decorata e dipinta, con immagini che richiamano gli episodi più salienti relativi a San Giovanni Battista, risalenti alla prima metà del XX secolo.
Lungo il perimetro della chiesa, si possono individuare cinque cappelle laterali. La prima sulla destra della navata contiene l'altare della Madonna del Rosario, con statua lignea della Beata Vergine e soasa dorata realizzate nel 1968.
Ben più antiche sono la statua di San Rocco, compatrono della parrocchia, databile a fine '500, inizio '600, collocata nella seconda cappella sulla destra, la pala maggiore, raffigurante la Madonna col Bambino, San Giovanni Battista e San Rocco, risalente al XVII secolo, la pala di San Luigi e quella di Sant'Antonio da Padova, che possono essere fatte risalire anch'esse a quel periodo.

#### Chiesa della Madonna della Neve in Gombio
Collocata nella frazione più bassa del comune, risale al XVIII secolo e conserva un bellissimo altare marmoreo policromo ed una settecentesca statua lignea della Madonna dal volto dolcissimo.

#### Santuario di Santa Maria del Giogo
Il santuario di Santa Maria del Giogo è di notevole importanza, convento e ospizio dei monaci Benedettini dell'abbazia di Rodengo: essendo questo giogo uno dei passi più frequentati, tra la Val Camonica e Brescia i monaci avevano fondato un ospizio per il soccorso e la ristorazione dei viandanti. Di costruzione medioevale si colloca su un'altura che sovrasta la Val Trompia e il Lago di Iseo. Le recenti restaurazioni hanno permesso di portare alla luce gli affreschi sulle pareti interne, risalenti nel tempo, che erano stati coperti da interventi successivi.

#### Chiesa di San Martino a Prato
L'antica chiesa di San Martino sul monte, in località Prato, tra Polaveno ed Iseo è una costruzione dell'ordine cluniacense, caratterizzata da uno stile romanico tipicamente lombardo, fondata tra il 1080 e il 1100. Dapprima fu una dipendenza del monastero cluniacense di San Pietro in Lamosa, presso Provaglio d'Iseo, poi fu unita alla Pieve di Iseo.
Ora assai decadente, nel XVI secolo ospitava il culto di San Carpoforo come santo taumaturgo in opposizione al mal di testa; la sua devozione venne però vietata al tempo di San Carlo Borromeo poiché finiva in superstizione.

### Valle dei Lupi
Nell'ultimo periodo è stato creato un percorso che ricostruisce la storia della valle delle sorgenti dei lupi con cartelli che riportano gli ultimi avvistamenti, raccolgono storie, foto storiche, usanze e molte altre curiosità. Sul percorso inoltre sono state ricostruite trappole per i lupi ed un autentico poiàt che veniva usato per produrre carbone. La zona si trova alla fine della contrada Gremone e il sentiero collega la frazione di San Giovanni con quella di Gombio.

### Palio delle Oche
Il tradizionale palio che si tiene una volta all'anno, in occasione della festa di Sant'Anna, compatrona della parrocchia di Polaveno, prevede una corsa delle oche che vengono incitate con una bacchetta dai loro padroni (ocaioli), senza che però essi le tocchino con le verghe, pena la squalifica.

## Società

### Evoluzione demografica
Abitanti censiti

### Etnie e minoranze straniere
Secondo i dati ISTAT al 31 dicembre 2014 la popolazione straniera residente era di 162 persone. Le nazionalità maggiormente rappresentate in base alla loro percentuale sul totale della popolazione residente erano:
- Marocco 68 2,62%
- Romania 32 1,23%
- Pakistan 16 0,62%
- Ghana 14 0,54%
- Senegal 10 0,39%
- Albania 5 0,19%

### Istituzioni, enti e associazioni
Nel comune di Polaveno sono presenti diverse associazioni di volontariato, tra le quali spiccano l'AVIS Polaveno - Brione, che fa riferimento all'AVIS di Gardone Val Trompia e il Soccorso Polaveno - Brione che svolge funzioni prettamente assistenziali. Per quanto riguarda le associazioni sportive radicate sul territorio, trovano spazio i gruppi C.S.I. San Giovanni - Gombio e il C.S.I. Polaveno, che raccolgono squadre che coprono tutte le fasce d'età e il Gruppo Sportivo Alpino (G.S.A.) San Giovanni, impegnato nella marcia alpina e che conta tra i suoi membri, marciatori che si sono distinti anche a livello nazionale.
In ambito artistico-culturale si possono individuare il Gruppo Storia Locale e il Gruppo Teatrale dell'Oratorio di San Giovanni, composto da ragazzi under 30 che propone commedie dialettali, per non dimenticare l'antica tradizione; nonché il Corpo Bandistico "Medaglia d'Oro Peli Paolo" intitolato al compaesano (Peli Paolo) che si distinse per il suo comportamento eroico durante la I Guerra Mondiale, cadendo sotto i colpi nemici nell'adempimento del suo dovere, il 25 ottobre 1917 al passo di Zagradan. La banda musicale fu fondata nel 1932 per volontà del parroco dell'epoca della frazione San Giovanni e contava soli 13 membri. Oggi, i componenti sono circa una quarantina, di diverse età e la composizione strumentale è varia.

## Economia
Sul territorio sono presenti diversi tipi di attività artigianali ed industriali. L'attività agricola è ristretta alla silvicoltura, a pascoli e ad allevamenti.

## Amministrazione
| Periodo        | Periodo        | Primo cittadino    | Partito                                                                                                | Carica  | Note   |
| -------------- | -------------- | ------------------ | --- | ------- | ------ |
| 23 aprile 1995 | 14 giugno 2004 | Aristide Peli      | Lega Nord                                                                                              | Sindaco | [ 26 ] |
| 14 giugno 2004 | in carica      | Fabio Ottavio Peli | Lega Nord (I mandato) Lega Nord-Popolo della Libertà (II mandato) Lega Nord-Forza Italia (III mandato) | Sindaco | [ 26 ] |
| 26 maggio 2019 | 10 giugno 2024 | Valentina Boniotti | Per Polaveno                                                                                           | Sindaco |        |
| 10 giugno 2024 | in carica      | Aristide Peli      | "Il corniolo" (centro-destra)                                                                          | Sindaco |        |

Le elezioni amministrative del 25 maggio 2014 hanno riconfermato alla carica di sindaco Fabio Ottavio Peli, rappresentante della Lista Civica "Avanti coi fatti", coalizione di Lega Nord e Forza Italia, che ricopre, quindi, il suo terzo incarico consecutivo, legittimo ai sensi della L. n. 56 del 7 aprile 2014 ("legge Delrio") che riconosce la possibilità di ricoprire un terzo mandato ai sindaci di comuni al di sotto dei 3 000 abitanti. Da maggio 2019 l esito delle amministrative hanno eletto alla carica di Sindaca Valentina Boniotti, rappresentante della lista civica.